# Rectocibicides
Rectocibicides es un género de foraminífero bentónico de la subfamilia Stichocibicidinae, de la familia Cibicididae, de la superfamilia Planorbulinoidea, del suborden Rotaliina y del orden Rotaliida. Su especie tipo es Rectocibicides miocenicus. Su rango cronoestratigráfico abarca el Mioceno.

## Clasificación
Rectocibicides incluye a las siguientes especies:
- Rectocibicides cretacea †
- Rectocibicides meijensis †
- Rectocibicides miocenicus †
- Rectocibicides secasensis †

Otras especies consideradas en Rectocibicides son:
- Rectocibicides balboaensis †, de posición genérica incierta
- Rectocibicides lalibertadensis †, de posición genérica incierta
- Rectocibicides nolascoensis †, de posición genérica incierta